# Davidov (Vranov nad Topľou)
Davidov (ungarisch Dávidvágása – bis 1907 Dávidvágás) ist eine Gemeinde im Osten der Slowakei mit 767 Einwohnern (Stand 31. Dezember 2024), die im Okres Vranov nad Topľou, einem Teil des Prešovský kraj, liegt.

## Geographie

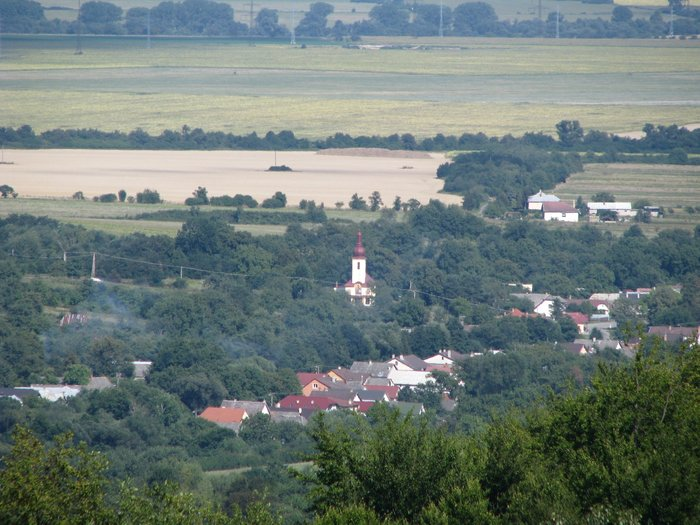
Davidov

Die Gemeinde befindet sich im nordwestlichen Teil des Ostslowakischen Tieflands, in der Untereinheit Ostslowakisches Hügelland, am östlichen Hang des Gebirges Slanské vrchy, im Tal des Baches Olšava im Einzugsgebiet der Topľa. Westlich des Ortes liegt das Naturdenkmals Zapikan, eine Schlucht des Baches Komorský potok. Das Ortszentrum liegt auf einer Höhe von 197 m n.m. und ist 13 Kilometer von Vranov nad Topľou entfernt.
Nachbargemeinden sind Kamenná Poruba im Norden und Nordosten, Sačurov im Osten, Cabov im Süden, Banské im Westen und Vechec im Nordwesten.

## Geschichte
Davidov wurde zum ersten Mal 1361 als Dauidhaza schriftlich erwähnt, weitere historische Bezeichnungen sind unter anderen Dauidwagasa (1399), Dewith (1458), Dawidow (1773) und Dáwidowce (1808). Bis zum 17. Jahrhundert lag das Dorf in der Herrschaft der Burg Čičava, im 18. Jahrhundert besaßen mehrere Familien die örtlichen Ländereien, gefolgt im 19. Jahrhundert von den Familien Hadik-Barkóczy, Vladár und Herceg. 1715 gab es 12 verlassene und 18 bewohnte Haushalte, 1787 hatte die Ortschaft 74 Häuser und 518 Einwohner, 1828 zählte man 77 Häuser und 571 Einwohner, die als Holzfäller, Köhler und Landwirte tätig waren, dazu gab es einen Steinbruch im 19. Jahrhundert. Die Einwohner nahmen am Ostslowakischen Bauernaufstand von 1831 teil. Von 1890 bis 1910 wanderten viele Einwohner aus.
Bis 1918 gehörte der im Komitat Semplin liegende Ort zum Königreich Ungarn und kam danach zur Tschechoslowakei beziehungsweise heute Slowakei. In der Zeit der ersten tschechoslowakischen Republik war Davidov ein landwirtschaftlich geprägtes Dorf. Nach dem Zweiten Weltkrieg wurde die örtliche Einheitliche landwirtschaftliche Genossenschaft (Abk. JRD) im Jahr 1959 gegründet, ein Teil der Einwohner pendelte zur Arbeit in Industriebetriebe in Košice, Poprad und in anderen Städten.

## Bevölkerung
| Jahr                | 1994 | 2004    | 2014    | 2024    |
| ------------------- | ---- | ------- | ------- | ------- |
| Anzahl der Personen | 873  | 844     | 798     | 767     |
| Unterschied         |      | −3,32 % | −5,45 % | −3,88 % |

| Jahr                | 2023 | 2024    |
| ------------------- | ---- | ------- |
| Anzahl der Personen | 774  | 767     |
| Unterschied         |      | −0,90 % |

Nach der Volkszählung 2011 wohnten in Davidov 794 Einwohner, davon 784 Slowaken und zwei Tschechen. Acht Einwohner machten keine Angabe zur Ethnie.
594 Einwohner bekannten sich zur griechisch-katholischen Kirche, 166 Einwohner zur römisch-katholischen Kirche, sieben Einwohner zur Evangelischen Kirche A. B. und ein Einwohner zur orthodoxen Kirche. Sieben Einwohner waren konfessionslos und bei 19 Einwohnern wurde die Konfession nicht ermittelt.

## Bauwerke und Denkmäler
- griechisch-katholische Kirche Himmelfahrt des Herrn aus dem Jahr 1780[6]

## Verkehr
Nach Davidov führt die Cesta III. triedy 3623 („Straße 3. Ordnung“) von Kamenná Poruba und Vranov nad Topľou-Lomnica (Anschluss an die Cesta I. triedy 79 („Straße 1. Ordnung“)) heraus. Der nächste Bahnanschluss ist in Sačurov an der Bahnstrecke Trebišov–Vranov nad Topľou, seit 2003 wird der dortige Bahnhof im regelmäßigen Personenverkehr nicht mehr angefahren, der nächste angefahrene Bahnhof ist seither in Vranov nad Topľou.